# قاعدة (كيمياء)

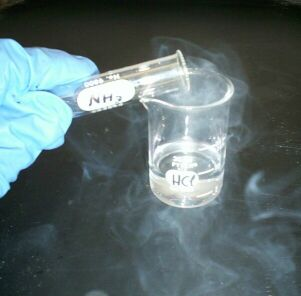
اضافة الأمونيا (قاعدة) إلى حمض الهيدروكلوريك : يتفاعل الحمض والقاعدة وينتج كلوريد الأمونيوم في هيئة دخان (تعادل كيميائي).

في الكيمياء، القاعدة هي أي مركب كيميائي يمكنه الاتحاد مع أيونات الهيدروجين. بمعنى اخر هو عنصر أو مركب مانح إلكترون أو أكثر. عندما يتفاعل قاعدة مع حمض فهما يتعادلان كيميائيا وينتجان مركبا جديدا وربما ماء. فنقول تعادلت القاعدة مع الحمض.
تتفاعل القواعد مع الأحماض فتكوّن ملحاً وماء. ويحتوي محلول القاعدة المائي على أيونات الهيدروكسيد (OH−) السالبة الشحنة.
من صفات القواعد أنها صابونية الملمس وتنقسم القواعد إلى ثلاث أقسام وهم:-
- أكاسيد أو هيدروكسيدات فلزات لا تذوب في الماء مثل أكسيد النحاس (CuO) وأكسيد الحديدوز (FeO) وأكسيد الحديديك Fe2O3
- أكاسيد وهيدروكسيدات فلزات تذوب في الماء مثل هيدروكسيد الصوديوم (NaOH) وهيدروكسيد البوتاسيوم (KOH)و أكسيد الصوديوم (Na2O)و أكسيد البوتاسيوم (K2O) ويسمى هذا القسم أو النوع باسم القلويات،
- مواد ليست بأكاسيد ولا هيدروكسيدات ولكن لها نفس الخواص التي تميز القواعد مثل كربونات الصوديوم وكربونات البوتاسيوم وبيكربونات الصوديوم وبيكربونات البوتاسيوم.

تعد الصودا الكاوية أو هيدروكسيد الصوديوم NaOH أحد أهم القلويات و أقواها نظرا لخصائص الصوديوم. فيستخدم هيدروكسيد الصوديوم في المختبرات الكيميائية للكشف عن مركبات أخرى وفي التحليل الكيميائي. ويدخل في كثير من الصناعات مثل صناعة الصابون وصناعة النسيج وتحضير مركب كربونات الصوديوم (Na2CO3) المستخدم في إزالة عسر الماء.
كما يمكن استخدامها في التمييز بين المشتقات القاعدية في الأملاح مثل أملاح كلوريد الحديد وكبريتات النحاس وأملاح الأمونيوم، حيث إما أن يترسب راسب لونه مميز من هيدروكسيد الفلز الذي لا يذوب في الماء، أو يتصاعد غاز مميز برائحه كما في حال أملاح الأمونيوم حيث يتصاعد غاز الأمونيا (النشادر) ذو الرائحة النفاذة. كما أنها كسائر القواعد تتفاعل مع الأحماض حيث يتحد أيون الهيدروكسيد السالب منها مع أيون الهيدروجين الموجب من الحمض ويتكون الماء وهو ما يعرف بتفاعل التعادل وبذلك تختفى خواص الحمض والقاعدة، حيث تتحد طبقا للمعادلة:
```
H(aq)+OH(aq) <==> H
2
O
```

مكونة الماء، وهو متعادل.
ومن القواعد الأخرى هيدروكسيد الكالسيوم Ca(OH)2 الذي يستخدم في تكليس الجدران كما يستخدم في صناعة الأسمنت؛ ومحلول النشادر (هيدروكسيد الأمونيوم) الذي يستخدم في صناعة الأسمدة الكيماوية.

## تعريف
عند الكلام عن القاعدة  في الكيمياء فيقصد بذلك عدة خواص معينة وخواص للماء. يحدث في الماء النقي تفاعل يتفكك فيه بعض قليل من جزيئاته وتنساب في الماء أيونات أوكسونيوم الماء يوجود الماء (H3O+) وايونات الهيدروكسيد (OH−):
{\displaystyle \mathrm {H_{2}O+H_{2}O\ \rightleftharpoons \ H_{3}O^{+}+OH^{-}} }
وتظهر في هذا التفاعل الذي يحدث في الماء خواص القاعدة حيث تتكون أيونات OH− السالبة الشحنة في الماء، وفي نفس الوقت تتكون أيونات
H3O+ الموجبة، ولها خواص الأحماض. ولكننا لا نصف الماء النقي بأنه قاعدي أو حمضي، ونقول عنه أنه «متعادل» . وهذا ينتمي إلى مقدار الأس الهيدروجيني (باهاء) pH value ، وهي قيمة تعطي تركيز الأيونات
H3O+ في الماء.
تبلغ قيمة ال باهاء PH في الماء النقي 7، وهو تركيز منخفض جدا <جزيء واحد مفكك من بين نحو مليون بليون جزيء سليم). وتفاعل تفكك الماء) هو تفاعل متوازن: معدل تفكك جزيئات الماء مكونا أيونات سالبة وموجبة يساوي معدل ترابط تلك الأيونات وتكوينها جزيئات ماء متعادل ثانيا. وهذا هو معنى توازن التفاعل.
توجد في مركبات كثيرة، ونسميها قواعد، أيونات الهيدروكسيد (OH−) وهي تتفكك في الماء فينفصل الفلز عن أيون الهيدروكسيد. ونسمي مثل هذا المحلول «محلول قاعدي»، فمثلا: يكوّن ملح هيدروكسيد الصوديوم NaOH في الماء محلولا قاعديا، وكذلك يكون ملح هيدروكسيد الكالسيوم (KOH) في الماء محلولا قاعديا وهذا لأن كل منهما شره للتفاعل مع أيون هيدروجين.

وقد لا تحتوي مركبات أخرى على أيونات الهيدروكسيد OH− ، ولكن يمكنها تكوينها عن طريق تفاعلها مع الماء. وتوصف تلك المركبات بأنها «قاعدية» أو قلوية حيث تكتسب أيون هيدروجين H+ من أحد جزيئات الماء H2O تاركة أيون هيدروكسيد OH− في المحلول.
وعلى سبيل المثال يكوّن ملح فوسفات الصوديوم (Na3PO4) أو ملح كربونات الصوديوم (Na2CO3) في الماء أيونات هيدروكسيد. وبنفس الطريقة تتفاعل مركبات عضوية مثل أملاح حمض الكربونيك وكذلك الأمينات لأن الأمينات من نواتج الأمونيا.
وتعود «الرائحة النفاذة» لمحاليل القواعد إلى تكوين أيونات الهيدروكسيد OH− فيها.

## الخصائص
- صابونية الملمس بفعل المادة الدهنية الموجودة على الجلد.
- تصبح مادة حارقة أو كاوية للجسم إذا زاد تركيزها.
- تصبح موصلة للكهرباء عند انحلالها في الماء (بسبب الايونات في المحلول).
- تتفكك القلويات أو القواعد القابلة للذوبان في الماء وتطلق أيون الهيدروكسيد السالب بالإضافة إلى أيون الفلز الموجب. ومن هذه القلويات ما هو قوي مثل محلول هيدروكسيد الصوديوم؛ لأن نسبة تأينُه عالية، وبعضها ضعيف مثل هيدروكسيد الأمونيوم؛ لأن نسبة تأينه منخفضة، ولأن ناقلية القواعد للتيار الكهربائي تعتمد على درجة تأينها في الماء فمحاليل القواعد القوية مثل هيدروكسيد الصوديوم ناقلة جيدة للكهرباء بينما محاليل القواعد الضعيفة مثل هيدروكسيد الأمونيوم ناقلة ضعيفة للكهرباء.
- تتلون المحاليل القاعدية بألوان مميزة مع الكواشف مثل تباع الشمس الذي يتحول للأزرق
- قوتها الهيدروجينية أكبر من 7 وتصبح في اوج تركيزها عند 14 .
- تتفاعل مع الأحماض لتكون أملاحا.
- تزداد قاعدية عناصر الجدول الدوري كلما اتجهنا في المجموعة الي اسفل وتقل كلما اتجهنا في الدورة الي اليمين في الجدول الدوري الحديث.

## أمثلة
ينحل الماء النقي (واحد من كل مليون مليار جزيء) إلى ايون هيدروني وأيون هيدروكسيد طبقا للمعادلة الكيميائية:
2H2O(l) → H3O+(aq) + OH−(aq)
حيث aq تعني في حالة المحاليل المائية.
عند ذوبان القاعدة في الماء، تنحل القاعدة القوية هيدروكسيد الصوديوم إلى ايونات هيدروكسيد وأيونات صوديوم:
NaOH → Na+ + OH−
وبالمثل، يتفكك كلوريد الهيدروجين إلى ايونات هيدروجين (موجبة الشحنة) وايونات كلوريد (سالبة الشحنة) في الماء:
HCl + H2O → H3O+ + Cl−
و عند خلط المحلولين، تتجمع ايونات H3O+ مع ايونات OH− لتشكل جزيئات الماء:
H3O+ + OH− → 2 H2O
إذا تم اذابة كميات متساوية من NaOH و HCl, يتعادل الحمض مع القاعدي، تاركا ملح كلوريد الصوديوم في المحلول وماء.

## قواعد قوية
القاعدة القوية هي مركب كيميائي في إمكانه انتزاع بروتون
(H+) أو جزيئ من حمض ضعيف. ومن القواعد المستخدمة كثيرا منها هيدروكسيدات فلز قلوي وهيدروكسيدات فلز قلوي ترابي مثل هيدروكسيد الصوديوم NaOH وهيدروكسيد الكالسيوم Ca(OH)2.
ويمكن للقاعدة القوية انتزاع بروتون من جزيئات مجموعات C–H حمضية ضعيفة في غياب الماء.
هذه قائمة لقواعد قوية:
- هيدروكسيد البوتاسيوم (KOH)
- هيدروكسيد الباريوم (Ba(OH)2)
- هيدروكسيد السيزيوم (CsOH)
- هيدروكسيد الصوديوم (NaOH)
- هيدروكسيد السترونتيوم (Sr(OH)2)
- هيدروكسيد الكالسيوم (Ca(OH)2)
- هيدروكسيد الليثيوم (LiOH)
- هيدروكسيد الروبيديوم (RbOH

نجد كاتيونات تلك القواعد القوية في المجموعتين الأولى والثانية من الجدول الدوري (الفلزات القلوية والفلزات القلوية الترابية.

## التعادل في الكيمياء
اساس التعادل في الكيمياء أن تأثير حمض عند خلطه بقاعدة لا يتزايد بقدرهما وإنما يمحو كل منهم تأثير الآخر. وبذلك يمكن معادلة قاعدة بواسطة إضافة مقدار معين من حمض. ويتفاعل الحمض مع القاعدة وينتج ماء.
- فمثلا يتفاعل ملح هيدروكسيد الصوديوم مع الماء مكونا محلولا قلويا للصوديوم:

{\displaystyle \mathrm {1.........\ NaOH+(H_{2}O)\ \rightleftharpoons \ Na^{+}+OH^{-}+(H_{2}O)} }
- ويتفاعل حمض الهيدروكلوريك مع الماء مكونا أيونات كلور وأيونات الهيدروجين:

{\displaystyle \mathrm {2.............................\ HCl+H_{2}O\ \rightleftharpoons \ H_{3}O^{+}+Cl^{-}} }
- وعند تفاعل محلول هيدروكسيد الصوديوم مع حمض الهيدروكلوريك (يحدث التعادل):

{\displaystyle \mathrm {3........\ Na^{+}+OH^{-}+H_{3}O^{+}+Cl^{-}\ \rightleftharpoons \ Na^{+}+Cl^{-}+2\ H_{2}O} }
 محلول قلوي هيدروكلوريد الصوديوم + محلول حمضي حمض الهيدروكلوريك يتفاعلان مع بعضهما وينتجان كلوريد الصوديوم وماء
.
والعملية الهامة في هذا التفاعل هو اتحاد أيون الهيدروكسيد مع أيون أوكسونيوم.
{\displaystyle \mathrm {4.\ OH^{-}+H_{3}O^{+}\ \rightleftharpoons \ 2\ H_{2}O} }

## توازن قاعدة مع حمض
تسمى قوة قاعدة مقدار قلويتها، والقلوية توصف بثابت يسمى ثابت القلوية. يرمز لثابت القلوية بالرمز (Kb)، وهو يصف حالة التوازن في التفاعل بين الحمض والقاعدة في المحاليل المائية.
يستخدم في العادلة لوصف ذلك رياضيا سالب اللوغاريتم العشري لـ Kb, ويسمى القيمة pKb .
بالنسبة إلى التفاعل في الماء، حيث B قاعدة:
{\displaystyle \mathrm {B+H_{2}O\ \rightleftharpoons \ OH^{-}+BH^{+}} }
وتعريف ثابت القاعدية Kb كالآتي:
{\displaystyle K_{\mathrm {b} }={\frac {c(\mathrm {B} \mathrm {H} ^{+})\cdot c(\mathrm {OH} ^{-})}{c(\mathrm {B} )}}},
حيث تعني (c(X = تركيز X .
بالتالي تكون قيمة
pKb هي:
{\displaystyle \mathrm {p} K_{\mathrm {b} }=-\log \left(K_{\mathrm {b} }\cdot \mathrm {\frac {l}{mol}} \right)}.

## تفاعل حمض + قاعدة في عدم وجود ماء
مثلما يحدث تفاعل حمض + قاعدة في محاليل مائية يمكن سريان تفاعل في أوساط أخرى. يتفاعل الإيثانول مع حمض الهيدروكلوريك في عدم وجود ماء، حيث يقوم الإيثانول مقام «القاعدة»:
{\displaystyle \mathrm {H_{3}C{-}CH_{2}{-}OH+HCl\ \rightleftharpoons \ H_{3}C{-}CH_{2}{-}OH_{2}^{+}+Cl^{-}} }
كذلك تتفاعل الأمونيا وحمض الهيدروكلوريك في الحالة الغازية فيتكون ملح كلوريد الأمونيوم:
{\displaystyle \mathrm {NH_{3}+HCl\ \rightleftharpoons \ NH_{4}Cl} }

## الاستخدامات
- يستخدم هيدروكسيد الصوديوم في صناعة الصابون والورق والألياف الصناعية.
- يستخدم هيدروكسيد الكالسيوم (الجير المطفأ) في صناعة مسحوق التبييض.
- يُستخدم هيدروكسيد الكالسيوم في تنظيف ثاني أكسيد الكبريت الناتج عن العوادم والموجود في محطات توليد الطاقة والمصانع.
- يستخدم هيدروكسيد المغنيسيوم كمضاد للحموضة لتحييد الحمض الزائد في المعدة وعلاج عسر الهضم.
- تستخدم كربونات الصوديوم كصودا الغسيل ولتليين الماء العسر.
- يستخدم بيكربونات الصوديوم (أو كربونات هيدروجين الصوديوم) كصودا الخبز في طهي الطعام، وفي صنع مساحيق الخبز، كمضاد للحموضة لعلاج عسر الهضم وفي طفاية حريق حمض الصودا.
- يستخدم هيدروكسيد الأمونيوم لإزالة بقع الشحوم من الملابس

## اقرأ أيضا
- تفاعل حمض-قاعدة
- حمض
- تفاعل كيميائي
- قاعدي (تفرع تطوري)
- أكسيد قاعدي